# Minúscula carolingia

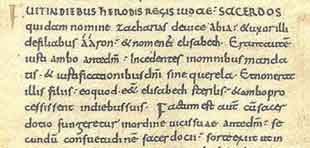
Página de texto del Evangelio de Lucas, escrito en minúscula carolingia.

La minúscula carolingia,  carolina o galicana es una escritura desarrollada como escritura estándar en Europa de modo que el alfabeto latino pudiera ser reconocido fácilmente en ella por la pequeña clase alfabetizada de una región a otra. Fue usada en el Imperio de Carlomagno aproximadamente entre los siglos IX d. C. y XIII d. C. Textos y códices, paganos y cristianos, y material educativo fueron escritos en minúscula carolingia a través del Renacimiento carolingio. La escritura evolucionó en minúscula gótica y luego se convirtió en obsoleta, aunque forma la base de las escrituras más actuales.

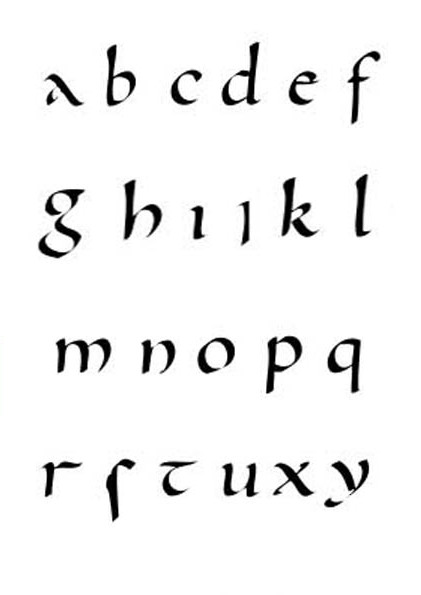
Alfabeto de la minúscula carolingia

## Origen

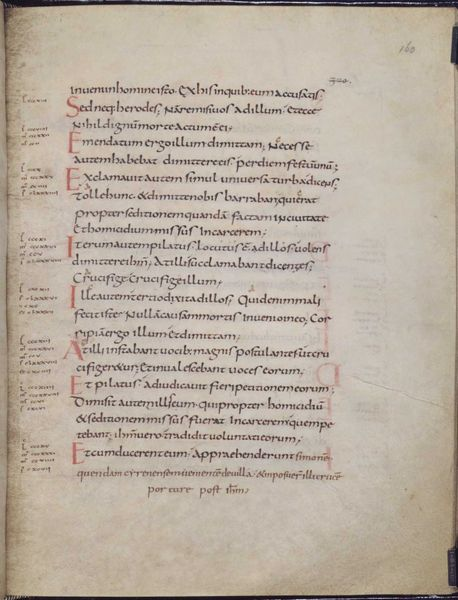
Página de texto (folio 160v) de un evangelio carolingio (British Library, MS Add. 11848), escrito en minúscula carolingia. El texto es el Lucas 23:15-26 de una Biblia Vulgata.

Muchas son las teorías acerca del origen de la minúscula carolingia y ninguna es definitiva. Se ha defendido un origen romano (Liber Diurnus, escrito en Roma), franco (Biblia de Mordanno, escrita en Corbie) o incluso poligenético (teoría de Schiaparelli) que defiende que este tipo de escritura no fue producto de un lugar o centro concreto, sino el resultado del vasto movimiento cultural de índole general como el que se dio en el Renacimiento carolingio. El nuevo orden político y religioso universal, despertado en esta etapa, debía ir acompañado de una nueva escritura universal, papel que desempeñó la escritura carolingia.
En la época de Carlomagno y de su hijo y sucesor Ludovico Pío tiene lugar una reforma general del sistema educativo, con gran tendencia centralizadora, en la que participaron personas cultas de la corte. Carlomagno designó a Alcuino de York para una de las tareas más importantes: revisar y unificar las variaciones de la escritura destinada a la producción de libros. La minúscula carolingia, que se estaba desarrollando en aquel momento, sustituyó a la semicursiva de los códices precarolinos, convirtiéndose en la escritura europea de los próximos cuatro siglos. 

## Características
La minúscula carolingia era clara y uniforme, con formas redondeadas, disciplinada y sobre todo, legible. Las letras capitales claras y los espacios entre palabras —normas que tomamos de esta escritura— se convirtieron en estándares en la minúscula carolingia, la cual fue resultado de una campaña para alcanzar culturalmente una unificación, una estandarización a lo largo del Imperio carolingio.
La pluma era inclinada entre 35° y 45° y al momento del trazado, la misma se levantaba del soporte de escritura conllevando a que las letras se ejecutasen mediante más de un movimiento, como, por ejemplo, dos en la "a", "i", "o", "c" etc., tres en la "b", "d", "k", "n" o "p", y cuatro en letras más elaboradas como la "f ", "m", "p" o "g". Además, sus astas ascendentes y descendentes muy acentuadas empequeñecen las letras y aumentan el interlineado con el fin de impedir el contacto entre ellas, es decir, entre las del renglón inferior y el superior. La escritura carolingia tiene generalmente menos ligaduras que otras escrituras contemporáneas, aunque el ampersand, y las ligaduras de ae, rt, st, y ct son comunes. La letra d aparece a menudo en forma uncial, con un asta ascendente inclinándose hacia la izquierda, pero la letra g es esencialmente la misma que posee la moderna minúscula. Las astas ascendentes suelen hacerse más densas hacia arriba.
Durante el reinado de Carlomagno a finales del siglo VIII d. C. y principios del IX d. C., esta escritura continuaba variando extensamente entre una región y otra. La forma uncial de la letra a se usa todavía en manuscritos de este período, al igual que los signos de puntuación, tales como el signo de interrogación. La escritura carolingia prosperó durante el siglo IX d. C., cuando las formas regionales comenzaron a adaptarse a un estilo estándar internacional, con menos variación de las formas de letra. Las formas modernas, tales como S y V, empezaron a aparecer (como oposición de la "s larga" y la letra u), y astas ascendentes, posteriormente espesadas en la parte superior, fueron terminadas con una cuña triarrinconada. La minúscula carolina o carolingia comenzó a declinar lentamente después del siglo IX d. C.. En los siglos X d. C. y XI d. C., las ligaduras fueron raras, y las astas ascendentes empezaron a inclinarse hacia la derecha. La letra w también comenzó a aparecer. 
Entre los años 1000 y 1150 las formas redondeadas de la escritura carolingia se fueron volviendo más condensadas y angulares, sobre todo en el norte de Europa, y se fue reduciendo el espacio entre las letras, palabras y líneas, dando una sensación de más oscuridad y densidad a los textos. Las capitulares se fueron volviendo más decoradas, floreadas y algunas veces tenían animales y monstruos; al mismo tiempo, aparece la moderna i puntuada. En esta época se construyeron múltiples monasterios e iglesias, por lo que aumentó la producción de manuscritos. 

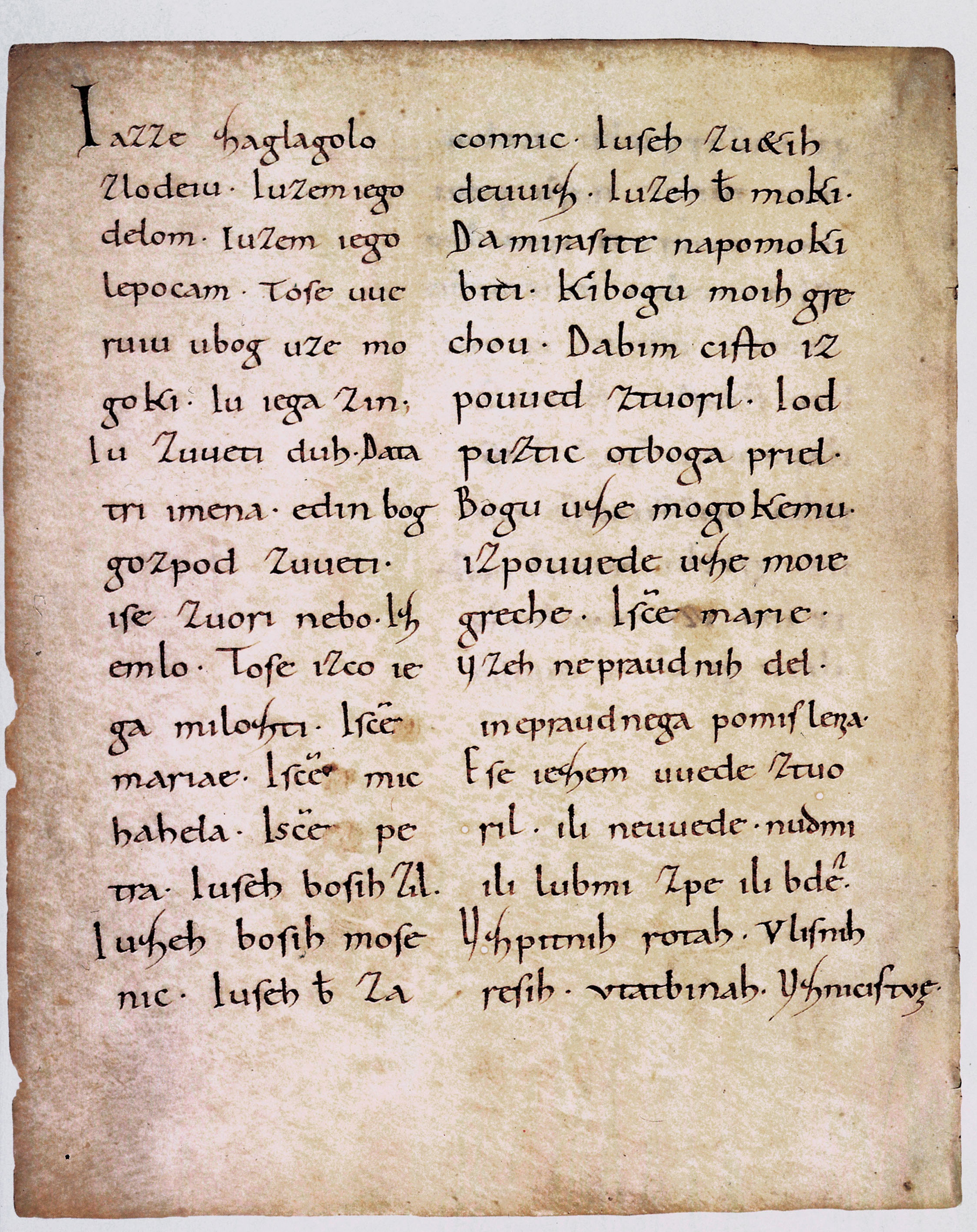
Una página del Freisinger Denkmäler del en esloveno escrito en minúscula carolingia.

## Expansión
La nueva escritura se extendió a través de la Europa Occidental más allá de las zonas más influidas por el Imperio carolingio. En el siglo X d. C. se escribió el Freisinger Denkmäler, el primer registro de escritura romana de una lengua eslava, el cual contiene al más antiguo esloveno escrito en minúscula carolingia. En Suiza, se empleó en los tipos de minúscula rhaetiana y alemánica. Los manuscritos escritos en minúscula rhaetiana tendían a tener letras delgadas, asemejándose a la escritura insular, en las letras a y t, y ligaduras tales como ri, mostrando similitudes con otros tipos de escritura. La minúscula alemánica, usada por un corto tiempo a principios del siglo IX d. C., solía ser más larga y amplia, muy vertical en comparación con la inclinada minúscula rhaetiana. En Austria, Salzburgo fue el mayor centro de la escritura carolingia, mientras que Fulda, Maguncia y Wurzburgo fueron los mayores centros en Alemania. La minúscula alemana tiende a tener forma ovalada, muy delgada, e inclinada hacia la derecha. Esta tiene asimismo características unciales, tales como los astas ascendientes de la letra d inclinadas a la izquierda.
No solo se encuentran inscripciones carolingias en el centro del Imperio, sino también en otras partes. Se conoce el epitafio del Papa Adriano I, que murió en el año 795 y cuyo sepulcro se encuentra hoy en el vestíbulo de San Pedro en Roma. Este epitafio fue hecho en el reino de los francos y transportado a Roma, por orden de Carlomagno, con un texto métrico redactado por Alcuino. La alta calidad de este texto supera las inscripciones contemporáneas de la Ciudad Eterna (Roma).

## Rol en la transmisión cultural
Durante el Renacimiento carolingio, los eruditos buscaron y copiaron en la nueva y legible letra estandarizada muchos textos romanos que habían sido olvidados completamente. La mayoría de nuestro conocimiento de la literatura clásica deriva de copias hechas en la época de Carlomagno. Existen más de 7000 manuscritos escritos en minúscula carolingia supervivientes solo de los siglos VIII d. C. y IX d. C..
Aunque la minúscula carolingia fue reemplazada por las letras góticas, en los siglos XVI y XVII, los humanistas italianos comenzaron a reemplazar las letras góticas por los caracteres redescubiertos en inscripciones romanas, combinando las capitales romanas con las minúsculas carolingias y dando lugar a un doble alfabeto que funciona desde entonces. De este modo, la minúscula carolingia es la base de nuestras tipografías modernas. De hecho 'minúscula carolingia' es un estilo de fuente tipográfica, el cual se aproxima a la letra histórica, eliminando las diferencias del tamaño de las mayúsculas, las astas descendentes largas, etcétera.

## Citas y referencias
1. ↑  http://pt.aleteia.org/2016/08/08/a-minuscula-carolingia-como-as-abadias-catolicas-ajudaram-a-alfabetizar-a-europa/
2. 1 2  Fontana, Rubén. «De signos y siglos.». Foroalfa.
3. 1 2  Koch, Walter (1996). «Inscripciones y estudios epigráficos de los países de lengua alemana.». Dialnet.
4. 1 2  Martínez Leal, Luisa (1990). «Treinta siglos de tipos y letras.». Universidad Autónoma Metropolitana Azcapotzalco.